# IC 3289
IC 3289 је лентикуларна галаксија у сазвјежђу Хидра која се налази на листи објеката дубоког неба у Индекс каталогу.
Деклинација објекта је - 26° 1' 49" а ректасцензија 12h 24m 57,4s. Привидна величина (магнитуда) објекта IC 3289 износи 13,1 а фотографска магнитуда 14,1. IC 3289 је још познат и под ознакама ESO 506-7, MCG -4-29-23, AM 1222-254, PGC 40446.